# Lipová (dolina)
Lipová – dolina będąca lewym odgałęzieniem Ľubochnianskiej doliny (Ľubochnianska dolina) w Wielkiej Fatrze na Słowacji. Wcina się w północno-wschodnie stoki Javoriny 1328m). Jej prawe zbocza tworzy północno-wschodni grzbiet Javoriny o nazwie Matejová, lewe grzbiet północny o nazwie Nad Matejovou. Dolina ma wylot na niewielkiej polance z szałasami powyżej wylotu doliny Vyšná Štefanová, a poniżej wylotu doliny Močidlo.
Dolina jest kręta i całkowicie porośnięta lasem. Jej dnem spływa niewielki potok zasilający Ľubochniankę. Znajduje się w obrębie Parku Narodowego Wielka Fatra i nie prowadzi nią żaden szlak turystyczny.